# Mathis Amougou
Mathis Amougou (Le Blanc-Mesnil, Francia, 18 de enero de 2006) es un futbolista francés que juega de centrocampista en el Chelsea F. C. de la Premier League.

## Primeros años
Nacido en Le Blanc-Mesnil, tiene tres hermanos; uno mayor, un gemelo y uno menor, todos los cuales también juegan al fútbol. Se interesó por el fútbol desde niño, acompañando a su hermano mayor a sus entrenamientos de fútbol en Sevran, aunque no pudo inscribirse en ningún club por ser demasiado joven.

## Trayectoria
Después de que su familia se trasladara a La Ferté-Gaucher, comenzó su carrera en el equipo local Entente Brie Est, donde pasó dos temporadas antes de fichar por el U. S. Torcy en 2014. Durante su estancia en el Torcy, también se matriculó en la prestigiosa academia de fútbol INF Clairefontaine.
Habiendo entrenado ya con la academia del A. S. Saint-Étienne, se trasladó oficialmente en julio de 2021.
Tras jugar un año en las categorías inferiores del Saint-Étienne, ascendió al segundo equipo del club, con el que compitió en el Championnat National 3. A mediados de su primera temporada en el fútbol profesional, en abril de 2023, firmó su primer contrato profesional con el club, por dos años.
Debutó con el primer equipo el 13 de enero de 2024 en un empate sin goles contra el Stade Lavallois en Ligue 2, y se afianzó como titular más habitual durante la primera mitad de la Ligue 1 2024-25.
El 3 de febrero de 2025 firmó un contrato de ocho años con el Chelsea F. C., por un traspaso de 15 millones de euros.

## Selección nacional
De ascendencia camerunesa, es elegible para representar tanto a Camerún como a Francia a nivel internacional. En 2022, tras sus impresionantes actuaciones con el equipo juvenil del Saint-Étienne, el seleccionador nacional juvenil francés Jean-Luc Vannuchi lo convocó para un doble enfrentamiento contra Alemania, y debutó con la selección sub-16 en el segundo de estos dos partidos.
A pesar de ser su única aparición con la selección sub-16, siguió siendo un jugador de interés para Vannuchi, y tras impresionar tanto en la sub-17 como en la sub-18, fue convocado para la Copa Mundial de Fútbol Sub-17 de 2023. En el segundo partido de Francia, contra Corea del Sur, un gol de Amougou en el minuto 2 llevó a Francia a la victoria por 1-0, asegurando a su nación el pase a la fase eliminatoria.

## Estadísticas

### Clubes
Actualizado al último partido disputado el 28 de mayo de 2025.
| Club                           | Div.          | Temporada     | Liga  | Liga  | Liga   | Copas nacionales | Copas nacionales | Copas nacionales | Copas internacionales | Copas internacionales | Copas internacionales | Total | Total | Total  |
| Club                           | Div.          | Temporada     | Part. | Goles | Asist. | Part.            | Goles            | Asist.           | Part.                 | Goles                 | Asist.                | Part. | Goles | Asist. |
| ------------------------------ | ------------- | ------------- | ----- | ----- | ------ | ---------------- | ---------------- | ---------------- | --------------------- | --------------------- | --------------------- | ----- | ----- | ------ |
| A. S. Saint-Étienne II Francia | 5.ª           | 2022-23       | 8     | 1     | 0      | ―                | ―                | ―                | ―                     | ―                     | ―                     | 8     | 1     | 0      |
| A. S. Saint-Étienne II Francia | 5.ª           | 2023-24       | 12    | 2     | 0      | ―                | ―                | ―                | ―                     | ―                     | ―                     | 12    | 2     | 0      |
| A. S. Saint-Étienne II Francia | 5.ª           | 2024-25       | 1     | 0     | 0      | ―                | ―                | ―                | ―                     | ―                     | ―                     | 1     | 0     | 0      |
| A. S. Saint-Étienne II Francia | Total club    | Total club    | 21    | 3     | 0      | 0                | 0                | 0                | 0                     | 0                     | 0                     | 21    | 3     | 0      |
| A. S. Saint-Étienne Francia    | 1.ª           | 2023-24       | 1     | 0     | 0      | 1                | 0                | 0                | ―                     | ―                     | ―                     | 2     | 0     | 0      |
| A. S. Saint-Étienne Francia    | 1.ª           | 2024-25       | 17    | 0     | 0      | —                | —                | —                | ―                     | ―                     | ―                     | 17    | 0     | 0      |
| A. S. Saint-Étienne Francia    | Total club    | Total club    | 18    | 0     | 0      | 1                | 0                | 0                | 0                     | 0                     | 0                     | 19    | 0     | 0      |
| Chelsea F. C. Inglaterra       | 1.ª           | 2024-25       | 1     | 0     | 0      | 0                | 0                | 0                | 1                     | 0                     | 0                     | 2     | 0     | 0      |
| Chelsea F. C. Inglaterra       | Total club    | Total club    | 1     | 0     | 0      | 0                | 0                | 0                | 1                     | 0                     | 0                     | 2     | 0     | 0      |
| Total carrera                  | Total carrera | Total carrera | 40    | 3     | 0      | 1                | 0                | 0                | 1                     | 0                     | 0                     | 42    | 3     | 0      |

## Palmarés

### Títulos internacionales
| Título                      | Equipo        | Sede      | Año  |
| --------------------------- | ------------- | --------- | ---- |
| Liga Conferencia de la UEFA | Chelsea F. C. | Breslavia | 2025 |